# Світильник матері
«Світильник матері» (іншна назва «Очікування», азерб. «İntizar») — радянська короткометражна кінодрама 1970 року, знята на кіностудії «Азербайджанфільм», яка є екранізацією однойменної повісті Енвера Мамедханли.

## Сюжет
Фільм розповідає про революційні події періоду 1919-20 років. Мати відправляє свого сина на боротьбу з революціонерами й дуже сильно переживає, чекаючи його, але доля розпоряджається інакше. Після втрати свого сина вона стає добрішою.

## У ролях
- Лейла Бадирбейлі — мати
- Шахмар Алекперов — син
- Мехді Рагімов — епізод
- Ісмаїл Османли — епізод

## Знімальна група
- Оригінальний текст: Енвер Мамедханли
- Автор сценарію: Тофік Ісмайлов
- Режисер-постановник: Тофік Ісмайлов
- Оператор-постановник: Ігор Богданов
- Художник-постановник: Мамед Гусейнов
- Композитор: Фарадж Гараєв
- Звукооператор: Акіф Нурієв